# في أحراش المدن
في أحراش المدن (بالألمانية: Im Dickicht der Städte) هي مسرحية من فصل واحد كتبها المؤلف والشاعر والمخرج المسرحي الألماني برتولت بريشت بين العامين 1921 و1924، وقد قُدِّمت مسرحيًا لأول مرة تحت عنوان في الأحراش (Im Dickicht) على مسرح ريزيدانز بمينونِخ في التاسع من مايو/آيار عام 1923. ثم أُنتجت مرة أخرى، وقُدِّمت مع نفس مخرج العرض الأول إيريش إنچيل تحت عنوان سقوط أسرة في الأحراش (Dickicht: Untergang einer Familie)، ولكنها لم تصب نجاحًا كبيرًا.
راجع برِشت المسرحية، وعدّلها تعديلًا طفيفًا قبل أن تُنتج وتُقدم لثالث مرة في عام 1927 تحت عنوانها الحالي. ولكن بإضافة عنوان فرعي (Subtitle) وپرولوج للمسرحية. أمّا العنوان الفرعي كان كالآتي، «صراع رجلين في شيكاجو». أمّا الپرولوج الذي كان يتلوه برِشت قبل المسرحية هو:
«أنت في شيكاجو عام 1912، وأنت على موعد مع صراع مرير، متعذر تفسيره، بين رجلين، سوف يؤول في الأخير لانتصار عائلة وسقوط أخرى من البراري لأحراش المدينة. لا تهتم كثيرًا لكنه المصارعة، بل فقط لنتيجتها. لا تتحيّز لطرف عن آخر، بل اصدر حكمك وفق أسلوب كل منها في النِزال المستطير. وانتظر النتيجة النهائية!»
وكان قد أخرج العرض الثالث كارل إيبرت.

## الأحداث
تختلط حياة الأضواء والتجارة والبراري تختلط بحياة الغموض والفقر والاحراش في شيكاجو في هذه المسرحية، والنزال الكافكاوي الذي يستمر على طول المسرحية بين شلينك، تاجر الأخشاب ميسور الحال، وجارجا، عامل المكتبة. إنه نزال بلا أسباب معروفة.

## وصلات خارجية
تسجيل إذاعي للمسرحية من موقع شبكة شباب الشرق الأوسط، من محطة البرنامج الثقافي.